# Phryganogryllacris grobbeni
Phryganogryllacris grobbeni är en insektsart som först beskrevs av Heinrich Hugo Karny 1925.  Phryganogryllacris grobbeni ingår i släktet Phryganogryllacris och familjen Gryllacrididae. Inga underarter finns listade i Catalogue of Life.